# Rouské
Rouské é uma comuna checa localizada na região de Olomouc, distrito de Přerov.